# Вербова (річка)
Вербо́ва — річка в Україні, у межах Криворізького району Дніпропетровської області та Баштанського району Миколаївської області. Ліва притока Висуні (басейн Дніпра).

## Опис
Довжина 48 км. Площа водозбірного басейну 457 км². Похил річки 1,8 м/км. Долина завширшки 0,8 км, завглибшки до 20 м. Річище звивисте (у пониззі дуже звивисте), завширшки пересічно 2 м. У верхній течії влітку дуже міліє, місцями пересихає. Стік річки зарегульований ставками. Використовується на зрошення. Вздовж річки є 6 ділянок залуження на площі 40,3 га. Прибережні зони є зоною відпочинку для місцевих жителів, любителів рибного лову.

## Розташування
Бере початок на південно-східній околиці села Утішного. Тече спершу на південний схід, далі — переважно на південь. Впадає до Висуні на південний схід від села Бурячки.

## Етимологія назви
Походження назви річки очевидне: від верби, яка полюбляє вологі місця — росте в мокрих балках, навкруги ставків, вздовж річок тощо. Цю ж назву мають декілька балок.